# بوزنیقه
بوزنیقه (به فرانسوی: Bouznika) یک منطقهٔ مسکونی در مراکش است که در Ben Slimane Province واقع شده‌است.
 بوزنیقه  ۳۷٬۲۳۸ نفر جمعیت دارد.